# 米罗·采拉尔
米罗斯拉夫·采拉尔（Miroslav Cerar Jr.；1963年8月25日—）是斯洛文尼亚的律师和政治家。
采拉尔父亲老米罗斯拉夫·采拉尔（Miroslav Cerar Sr.）是奥运会体操冠军和律师, 母亲兹登卡·采拉尔（Zdenka Cerar）是前司法部长和首席检察官。
采拉尔曾为卢布尔雅那大学法律系教授和斯洛文尼亚议会的法律顾问。

## 就职
阿伦卡·布拉图舍克政府在2014年5月辞职后，采拉尔宣布他将进入国家政坛。由于议会内部未能推举出新总理，总统帕霍尔于6月1日宣布解散国民议会，提前举行议会大选。6月2日，他与国际问题专家米兰·布勒格雷兹联合组建了“米罗·采拉尔党”（Stranka Mira Cerarja），政治上主张完善国家法制建设，并实施各种必要的社会化改革。在7月的选举中，采拉尔的政党获得近35％的选票，赢得了议会90个席位的36席，成为第一大党，米兰·布勒格雷兹成为新一届议会议长，8月25日斯洛文尼亚议会以57票赞成、11票反对通过采拉尔的总理任命资格。按斯洛文尼亚法律规定，新总理就任后15天内必须向议会提交内阁成员名单。在投票前的讲话中，采拉尔称，他的主要任务是带领国家走出经济危机，实现金融稳定，并完善该国法律，整治腐败。

## 辞职
2018年3月14日，由于斯洛文尼亚最高法院判决2017年9月斯洛文尼亚铁路公投无效，米罗·采拉尔宣布辞职。这项公投决定在该国唯一的海港科佩尔与迪瓦查之间建设价值10亿欧元的30km货运铁路。两地之间原有的迪瓦查-科佩尔铁路，1968年开通，3000伏直流电化准轨，以螺旋展线的方式越岭，运输能力饱和。